# Мішель П'єр-Луї
Мішель Дювівьє П'єр-Луї (фр. Michèle Duvivier Pierre-Louis; нар. 5 жовтня 1947) — прем'єр-міністр Гаїті з 5 вересня 2008 до 11 листопада 2009 року, стала другою жінкою на цьому посту.

## Глава уряду
2008 року її кандидатуру запропонував президент Рене Преваль після того, як двопалатний парламент Гаїті відправив у відставку її попередника Жака-Едуара Алексіса та відхилив дві попередні номінації президента.
Праця П'єр-Луї була ускладнена ураганами, що спричинили значні людські жертви. 2009 її звинуватили у витрачанні коштів, виділених на боротьбу з наслідками стихії. Сама П'єр-Луї відкинула всі звинувачення, проте була відправлена у відставку.